# Dagfinn Nilsen
Dagfinn Nilsen (ur. 30 kwietnia 1920, zm. 8 sierpnia 1998) – norweski piłkarz występujący na pozycji pomocnika.

## Kariera klubowa
W swojej karierze Nilsen występował jedynie w Odds BK. Było to w latach 1951–1957, a cały ten czas spędził z zespołem w pierwszej lidze norweskiej. W sezonie 1956/1957 wywalczył z nim wicemistrzostwo Norwegii.

## Kariera reprezentacyjna
W reprezentacji Norwegii Nilsen wystąpił jeden raz, 25 czerwca 1952 w przegranym 1:4 towarzyskim meczu z Jugosławią. W tym samym roku znalazł się w kadrze na Letnie Igrzyska Olimpijskie, zakończone przez Norwegię na pierwszej rundzie.